# ベローナ

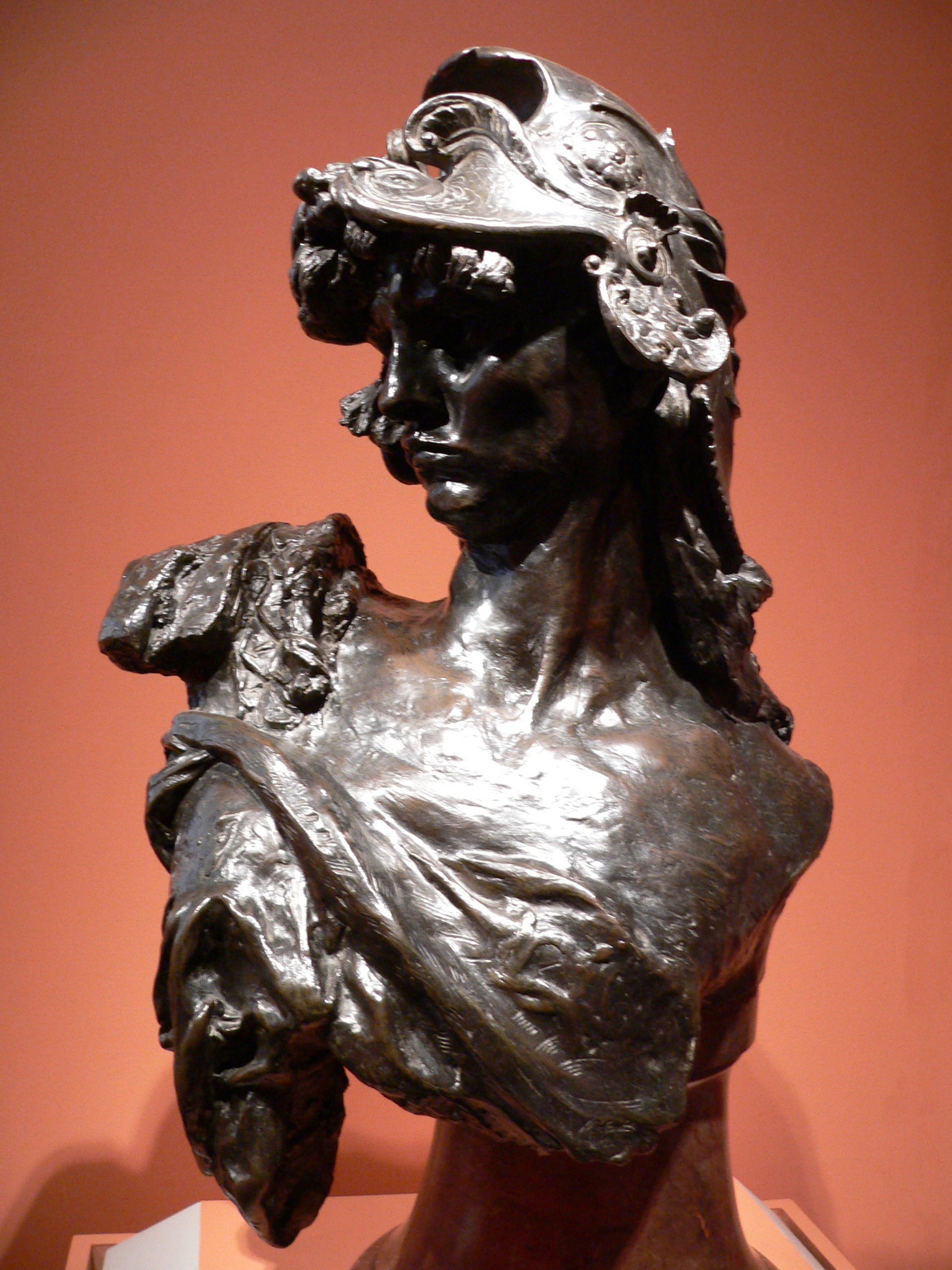
ベローナ像（ロダン作）

ベローナ(Bellona)は、ローマ神話における戦争の女神。ベッローナとも。ギリシア神話のエニューオーあるいは軍神マールスに同伴する戦女神ネリオーと同一視される。
軍神マールスの妻であるが、妹ともされている。手には松明と剣、槍を持ち、マールスの乗る戦車を御している。